# Liste der Stolpersteine im Municipio II von Rom

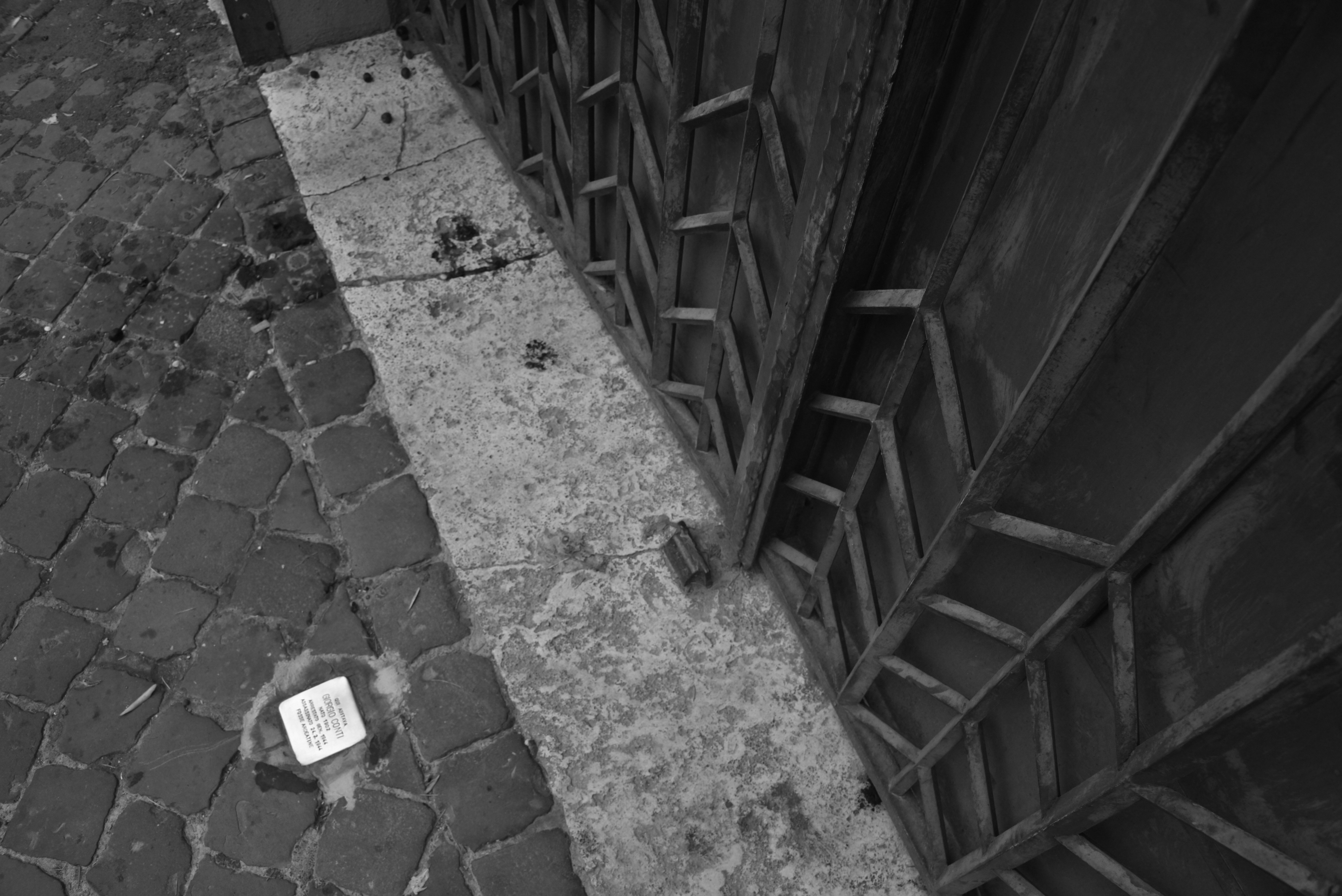
Stolperstein für Giorgio Conti

Die Liste der Stolpersteine im Municipio II von Rom enthält die Stolpersteine, die vom Kölner Künstler Gunter Demnig im römischen Municipio II verlegt wurden. Stolpersteine erinnern an das Schicksal der Menschen, die von den Nationalsozialisten ermordet, deportiert, vertrieben oder in den Suizid getrieben wurden.
Stolpersteine liegen im Regelfall vor dem letzten selbstgewählten Wohnsitz des Opfers. Die ersten Verlegungen in Rom erfolgten am 28. Januar 2010. Die italienische Übersetzung des Begriffes Stolpersteine lautet: pietre d’inciampo.

## Liste der Stolpersteine
Im Municipio II wurden bisher 61 Stolpersteine an 28 Adressen verlegt.
| Stolperstein | Übersetzung | Verlegeort                        | Name, Leben                 |
| ------------ | --- | --------------------------------- | --------------------------- |
|              | HIER WOHNTE FIORELLA ANTICOLI GEBOREN 1934 VERHAFTET 16.10.1943 DEPORTIERT AUSCHWITZ ERMORDET 23.10.1943                                                 | Piazzale Aldo Moro, 7 Rom II      | Fiorella Anticoli           |
|              | HIER WOHNTE GEMMA ANTICOLI GEBOREN 1910 VERHAFTET 16.10.1943 DEPORTIERT AUSCHWITZ ERMORDET                                                               | Piazzale Aldo Moro, 7 Rom II      | Gemma Anticoli              |
|              | HIER WOHNTE GIACOMO ANTICOLI GEBOREN 1907 VERHAFTET 16.10.1943 DEPORTIERT AUSCHWITZ ERMORDET                                                             | Piazzale Aldo Moro, 7 Rom II      | Giacomo Anticoli            |
|              | HIER WOHNTE LUCIANA ANTICOLI GEBOREN 1938 VERHAFTET 16.10.1943 DEPORTIERT AUSCHWITZ ERMORDET 23.10.1943                                                  | Piazzale Aldo Moro, 7 Rom II      | Luciana Anticoli            |
|              | HIER WOHNTE VITO ASCOLI GEBOREN 1895 VERHAFTET 16.10.1943 DEPORTIERT AUSCHWITZ ERMORDET 23.10.1943                                                       | Viale XXI Aprile, 2 Rom II        | Vito Ascoli                 |
|              | HIER WOHNTE ABRAMO ALBERTO BISES GEBOREN 1862 VERHAFTET 16.10.1943 DEPORTIERT AUSCHWITZ ERMORDET 23.10.1943                                              | Via Lima, 7 Rom II                | Abramo Alberto Bises        |
|              | HIER WOHNTE ELENA CAMERINO GEBOREN 1904 VERHAFTET 16.10.1943 DEPORTIERT AUSCHWITZ ERMORDET 23.10.1943                                                    | Via Flaminia, 16 Rom II           | Elena Camerino              |
|              | HIER WOHNTE AUGUSTO CAPON GEBOREN 1872 VERHAFTET 16.10.1943 DEPORTIERT AUSCHWITZ ERMORDET 23.10.1943                                                     | Via Saliceto, 4 Rom II            | Augusto Capon               |
|              | HIER WOHNTE PERLA EMMA CAVIGLIA GEBOREN 1910 VERHAFTET 16.10.1943 DEPORTIERT AUSCHWITZ ERMORDET 23.10.1943                                               | Via Padova, 90 Rom II             | Perla Emma Caviglia         |
|              | HIER WOHNTE RITA CAVIGLIA GEBOREN 1915 VERHAFTET 16.10.1943 DEPORTIERT AUSCHWITZ ERMORDET                                                                | Piazza Bologna, 6 Rom II          | Rita Caviglia               |
|              | HIER WOHNTE EUGENIO ELIA CHIMICHI GEBOREN 1853 VERHAFTET 16.10.1943 DEPORTIERT AUSCHWITZ ERMORDET 23.10.1943                                             | Via Panama, 48 Rom II             | Eugenio Elia Chimichi       |
|              | HIER WOHNTE NOEMI CINGOLI GEBOREN 1913 VERHAFTET 5.4.1944 DEPORTIERT AUSCHWITZ ERMORDET 23.5.1944                                                        | Via Omero, 14 Rom II              | Noemi Cingoli               |
|              | HIER WOHNTE AMELIA COEN GEBOREN 1868 VERHAFTET 16.10.1943 DEPORTIERT AUSCHWITZ ERMORDET 23.10.1943                                                       | Via Caserta, 4 Rom II             | Amelia Coen                 |
|              | HIER WOHNTE FORTUNATA COEN IN FINZI GEBOREN 1888 VERHAFTET 16.10.1943 DEPORTIERT AUSCHWITZ GESTORBEN UNBEKANNTEN ORTES UNBEKANNTEN DATUMS                | Via Alessandro Torlonia, 9 Rom II | Fortunata Coen in Finzi     |
|              | HIER WOHNTE GIORGIO CONTI GEBOREN 1902 VERHAFTET JAN. 1944 ERMORDET 24.3.1944 FOSSE ARDEATINE                                                            | Via Francesco Siacci, 2 Rom II    | Giorgio Conti               |
|              | HIER WOHNTE EVA DELLA SETA GEBOREN 1884 VERHAFTET 20.4.1944 DEPORTIERT AUSCHWITZ ERMORDET 23.5.1944                                                      | Via Flaminia, 21 Rom II           | Eva Della Seta              |
|              | HIER WOHNTE GIOVANNI DELLA SETA GEBOREN 1883 VERHAFTET 20.4.1944 DEPORTIERT AUSCHWITZ ERMORDET 23.5.1944                                                 | Via Flaminia, 21 Rom II           | Giovanni Della Seta         |
|              | HIER WOHNTE GIULIA DEL MONTE GEBOREN 1910 VERHAFTET 16.10.1943 DEPORTIERT AUSCHWITZ ERMORDET 23.10.1943                                                  | Via Flaminia, 171 Rom II          | Giulia Del Monte            |
|              | HIER WOHNTE ANITA DI CAPUA VALABREGA GEBOREN 1890 VERHAFTET 16.10.1943 DEPORTIERT AUSCHWITZ ERMORDET 23.10.1943                                          | Via Flaminia, 215 Rom II          | Anita Di Capua Valabrega    |
|              | HIER WOHNTE LAUDADIO DI NEPI GEBOREN 1882 VERHAFTET 16.10.1943 DEPORTIERT AUSCHWITZ GESTORBEN WÄHREND DES TRANSPORTS                                     | Via Po, 162 Rom II                | Laudadio Di Nepi            |
|              | HIER WOHNTE DELIA DI NOLA GEBOREN 1876 VERHAFTET 16.10.1943 DEPORTIERT AUSCHWITZ ERMORDET 23.10.1943                                                     | Via Eleonora d'Arborea, 12 Rom II | Delia Di Nola               |
|              | HIER WOHNTE GIANNA DI SEGNI GEBOREN 1941 VERHAFTET 16.10.1943 DEPORTIERT AUSCHWITZ ERMORDET 23.10.1943                                                   | Piazza Bologna, 6 Rom II          | Gianna Di Segni             |
|              | HIER WOHNTE RICCARDO DI SEGNI GEBOREN 1909 VERHAFTET 16.10.1943 DEPORTIERT AUSCHWITZ ERMORDET                                                            | Piazza Bologna, 6 Rom II          | Riccardo Di Segni           |
|              | HIER WOHNTE ADRIANA FINZI GEBOREN 1920 VERHAFTET 16.10.1943 DEPORTIERT AUSCHWITZ GESTORBEN UNBEKANNTEN ORTES UNBEKANNTEN DATUMS                          | Via Alessandro Torlonia, 9 Rom II | Adriana Finzi               |
|              | HIER WOHNTE CARLO FINZI GEBOREN 1876 VERHAFTET 16.10.1943 DEPORTIERT AUSCHWITZ ERMORDET 23.10.1943                                                       | Via Alessandro Torlonia, 9 Rom II | Carlo Finzi                 |
|              | HIER WOHNTE ENRICO FINZI GEBOREN 1922 VERHAFTET 16.10.1943 DEPORTIERT AUSCHWITZ GESTORBEN UNBEKANNTEN ORTES UNBEKANNTEN DATUMS                           | Via Alessandro Torlonia, 9 Rom II | Enrico Finzi                |
|              | HIER WOHNTE LUCIANA FINZI GEBOREN 1924 VERHAFTET 16.10.1943 DEPORTIERT AUSCHWITZ GESTORBEN UNBEKANNTEN ORTES UNBEKANNTEN DATUMS                          | Via Alessandro Torlonia, 9 Rom II | Luciana Finzi               |
|              | HIER WOHNTE EMMA FORTI IN PIPERNO GEBOREN 1880 VERHAFTET 16.10.1943 DEPORTIERT AUSCHWITZ GESTORBEN UNBEKANNTEN ORTES UNBEKANNTEN DATUMS                  | Via Paraguay, 18 Rom II           | Emma Forti in Piperno       |
|              | HIER WOHNTE GIORGIO LEVI GEBOREN 1926 VERHAFTET 16.10.1943 DEPORTIERT AUSCHWITZ GESTORBEN UNBEKANNTEN ORTES UNBEKANNTEN DATUMS                           | Via Flaminia, 21 Rom II           | Giorgio Levi                |
|              | HIER WOHNTE MARIO LEVI GEBOREN 1888 VERHAFTET 16.10.1943 DEPORTIERT AUSCHWITZ GESTORBEN UNBEKANNTEN ORTES UNBEKANNTEN DATUMS                             | Via Flaminia, 21 Rom II           | Mario Levi                  |
|              | HIER WOHNTE RICCARDO GUIDO LUZZATTO GEBOREN 1889 VERHAFTET 16.10.1943 DEPORTIERT AUSCHWITZ ERMORDET                                                      | Via Flaminia, 16 Rom II           | Riccardo Guido Luzzatto     |
|              | HIER WOHNTE VITTORIO MANASSE GEBOREN 1901 VERHAFTET 25.11.1943 DEPORTIERT AUSCHWITZ GESTORBEN 15.1.1945 TROPPAU                                          | Corso Trieste, 85 Rom II          | Vittorio Manasse            |
|              | HIER WOHNTE VALRIGO MARIANI GEBOREN 1907 POLITISCHER HÄFTLING 19.12.1943 DEPORTIERT KZ MAUTHAUSEN ERMORDET 1.9.1944 TÖTUNGSANSTALT SCHLOSS HARTHEIM/LINZ | Via Padova, 53 Rom II             | Valrigo Mariani             |
|              | HIER WOHNTE FRANCO MOSCATO GEBOREN 1907 VERHAFTET 16.10.1943 DEPORTIERT AUSCHWITZ ERMORDET                                                               | Via Salaria, 195 Rom II           | Franco Moscato              |
|              | HIER WOHNTE LUIGI PIERANTONI GEBOREN 1905 VERHAFTET 8.2.1944 ERMORDET 24.3.1944 FOSSE ARDEATINE                                                          | Piazza Ledro, 7 Rom II            | Luigi Pierantoni            |
|              | HIER WOHNTE VERA PIPERNO IN PONTECORVO GEBOREN 1916 VERHAFTET 16.10.1943 DEPORTIERT AUSCHWITZ GESTORBEN UNBEKANNTEN ORTES UNBEKANNTEN DATUMS             | Via Paraguay, 18 Rom II           | Vera Piperno in Pontecorvo  |
|              | HIER WOHNTE CARLO PONTECORVO GEBOREN 1902 VERHAFTET 16.10.1943 DEPORTIERT AUSCHWITZ GESTORBEN FEBRUAR 1944 IM ARBEITSLAGER WARSCHAU                      | Via Paraguay, 18 Rom II           | Carlo Pontecorvo            |
|              | HIER WOHNTE GIANFRANCO PONTECORVO GEBOREN 1940 VERHAFTET 16.10.1943 DEPORTIERT AUSCHWITZ ERMORDET 23.10.1943                                             | Via Paraguay, 18 Rom II           | Gianfranco Pontecorvo       |
|              | HIER WOHNTE ALBA SOFIA RAVENNA LEVI GEBOREN 1891 VERHAFTET 16.10.1943 DEPORTIERT AUSCHWITZ ERMORDET 23.10.1943                                           | Via Flaminia, 21 Rom II           | Alba Sofia Ravenna Levi     |
|              | HIER WOHNTE EDOARDO RICCHETTI GEBOREN 1873 VERHAFTET 16.10.1943 DEPORTIERT AUSCHWITZ ERMORDET 23.10.1943                                                 | Via Flaminia, 395 Rom II          | Edoardo Ricchetti           |
|              | HIER WOHNTE CARLA ROMANELLI GEBOREN 1938 VERHAFTET 16.10.1943 DEPORTIERT AUSCHWITZ ERMORDET 23.10.1943                                                   | Via Flaminia, 171 Rom II          | Carla Romanelli             |
|              | HIER WOHNTE LAMBERTO ROMANELLI GEBOREN 1902 VERHAFTET 16.10.1943 DEPORTIERT AUSCHWITZ GESTORBEN                                                          | Via Flaminia, 171 Rom II          | Lamberto Romanelli          |
|              | HIER WOHNTE MICHELE MARCO ROMANELLI GEBOREN 1940 VERHAFTET 16.10.1943 DEPORTIERT AUSCHWITZ ERMORDET 23.10.1943                                           | Via Flaminia, 171 Rom II          | Michele Marco Romanelli     |
|              | HIER WOHNTE LUCIA ROSSELLI GEBOREN 1914 VERHAFTET 16.10.1943 DEPORTIERT AUSCHWITZ ERMORDET 23.10.1943                                                    | Via Eleonora d'Arborea, 12 Rom II | Lucia Rosselli              |
|              | HIER WOHNTE MARCELLA ROSSELLI GEBOREN 1901 VERHAFTET 16.10.1943 DEPORTIERT AUSCHWITZ ERMORDET 23.10.1943                                                 | Via Eleonora d'Arborea, 12 Rom II | Marcella Rosselli           |
|              | HIER WOHNTE ADELE ELVIRA SACERDOTI GEBOREN 1876 VERHAFTET 16.10.1943 DEPORTIERT AUSCHWITZ ERMORDET 23.10.1943                                            | Via Flaminia, 395 Rom II          | Adele Elvira Sacerdoti      |
|              | HIER WOHNTE CLEMENTINA SACERDOTE GEBOREN 1862 VERHAFTET 16.10.1943 DEPORTIERT AUSCHWITZ ERMORDET 23.10.1943                                              | Via Livorno, 27 Rom II            | Clementina Sacerdote        |
|              | HIER WOHNTE MARCO SEGRE GEBOREN 1942 VERHAFTET 5.4.1943 DEPORTIERT AUSCHWITZ ERMORDET 23.5.1944                                                          | Via Omero, 14 Rom II              | Marco Segre                 |
|              | HIER WOHNTE MARIO SEGRE GEBOREN 1904 VERHAFTET 5.4.1943 DEPORTIERT AUSCHWITZ ERMORDET 23.5.1944                                                          | Via Omero, 14 Rom II              | Mario Segre                 |
|              | HIER WOHNTE SILVIA SERMONETA GEBOREN 1897 VERHAFTET 16.10.1943 DEPORTIERT AUSCHWITZ ERMORDET 15.7.1944                                                   | Via Po, 162 Rom II                | Silvia Sermoneta            |
|              | HIER WOHNTE UMBERTO SPIZZICHINO GEBOREN 1918 VERHAFTET 24.1.1944 DEPORTIERT AUSCHWITZ ERMORDET 28.8.1944                                                 | Via Reggio Emilia, 47 Rom II      | Umberto Spizzichino         |
|              | HIER WOHNTE ARRIGO TEDESCHI GEBOREN 1887 VERHAFTET 16.10.1943 DEPORTIERT AUSCHWITZ ERMORDET 23.10.1943                                                   | Via Po, 42 Rom II                 | Arrigo Tedeschi             |
|              | HIER WOHNTE ADRIANA TERRACINA IN ASCOLI GEBOREN 1896 VERHAFTET 16.10.1943 DEPORTIERT AUSCHWITZ ERMORDET 23.10.1943                                       | Viale XXI Aprile, 2 Rom II        | Adriana Terracina in Ascoli |
|              | HIER WOHNTE IDA TREVI GEBOREN 1860 VERHAFTET 16.10.1943 DEPORTIERT AUSCHWITZ ERMORDET 23.10.1943                                                         | Viale XXI Aprile, 2 Rom II        | Ida Trevi                   |
|              | HIER WOHNTE LEONE ITALO VALABREGA GEBOREN 1890 VERHAFTET 16.10.1943 DEPORTIERT AUSCHWITZ ERMORDET                                                        | Via Flaminia, 215 Rom II          | Leone Italo Valabrega       |
|              | HIER WOHNTE RENATO VILLORESI GEBOREN 1873 VERHAFTET 16.10.1943 DEPORTIERT AUSCHWITZ ERMORDET 23.10.1943                                                  | Via Gianturco, 45 Rom II          | Renato Villoresi            |
|              | HIER WOHNTE RAOUL VIVANTI GEBOREN 1897 VERHAFTET 16.10.1943 DEPORTIERT AUSCHWITZ ERMORDET 23.10.1943                                                     | Via Eleonora d'Arborea, 12 Rom II | Raoul Vivanti               |
|              | HIER WOHNTE ITALIA ZARFATI GEBOREN 1940 VERHAFTET 16.10.1943 DEPORTIERT AUSCHWITZ ERMORDET 23.10.1943                                                    | Via Padova, 90 Rom II             | Italia Zarfati              |
|              | HIER WOHNTE LEO ZARFATI GEBOREN 1936 VERHAFTET 16.10.1943 DEPORTIERT AUSCHWITZ ERMORDET 23.10.1943                                                       | Via Padova, 90 Rom II             | Leo Zarfati                 |
|              | HIER WOHNTE ROSA ZARFATI GEBOREN 1935 VERHAFTET 16.10.1943 DEPORTIERT AUSCHWITZ ERMORDET 23.10.1943                                                      | Via Padova, 90 Rom II             | Rosa Zarfati                |
|              | HIER WOHNTE RAFAELE ZICCONI GEBOREN 1911 VERHAFTET 7.2.1944 ERMORDET 24.3.1944 ARDEATINISCHE HÖHLEN                                                      | Piazza Ledro, 7 Rom II            | Raffaele Zicconi            |

## Verlegedaten
- 28. Januar 2010: Via Flaminia 21 (Alba Sofia Ravenna Levi, Giorgio Levi, Mario Levi)
- 13. Januar 2011: Via Flaminia 215, Via Eleonora d'Arborea 12, Corso Trieste 85, Via Padova 53
- 11. Januar 2012: Via Flaminia 21 (Eva Della Seta, Giovanni Della Seta), Via Po 162, Via Paraguay 18, Via Alessandro Torlonia 9, Viale XXI Aprile 2, Via Eleonora d’Arborea 12
- 15. Januar 2013: Via Flaminia 171
- 11. Januar 2016: Via Po 42, Via Omero 14, Via Lima 7
- 11. Januar 2017: Via Livorno 27
- 19. Januar 2018: Via Padova 90
- 15. Januar 2019: Piazza Bologna 6, Via Panama 48, Piazza Ledro 7
- 13. Januar 2020: Via Reggio Emilia 47
- 14. Januar 2020: Via Gianturco 45, Via Flaminia 16, Via Flaminia 395
- 20. Januar 2021: Via Caserta 4, Via Francesco Siacci, 2, Via Salaria 195, Via Saliceto 4[1]